# دره چات
دره چات روستایی در ولسوالی مرغاب از ولایت غور در کشور افغانستان است، باشنده های آن از قوم تاجیک اند وبه زبان فارسی صحبت می کنند..
در قریه جات سپرف ودره چات آین زردشتی به شکل ملموس آن تا سی سال قبل دیده می‌شد. مردم این منطقه در موسم بهار پایه کوه ها کوچ می کنند و وقت که از محل به محل  دیگر خیمه میزند آتش روشن می کنند؛ این کار آشکار ترین نمونه از آین زردشتی است.  